# Kanton Verneuil-sur-Avre
Kanton Verneuil-sur-Avre (fr. Canton de Verneuil-sur-Avre) je francouzský kanton v departementu Eure v regionu Horní Normandie. Skládá se ze 14 obcí.

## Obce kantonu
- Armentières-sur-Avre
- Les Barils
- Bâlines
- Bourth
- Chennebrun
- Courteilles
- Gournay-le-Guérin
- Mandres
- Piseux
- Pullay
- Saint-Christophe-sur-Avre
- Saint-Victor-sur-Avre
- Tillières-sur-Avre
- Verneuil-sur-Avre